# Kłaczkoblaszek boczniakowaty

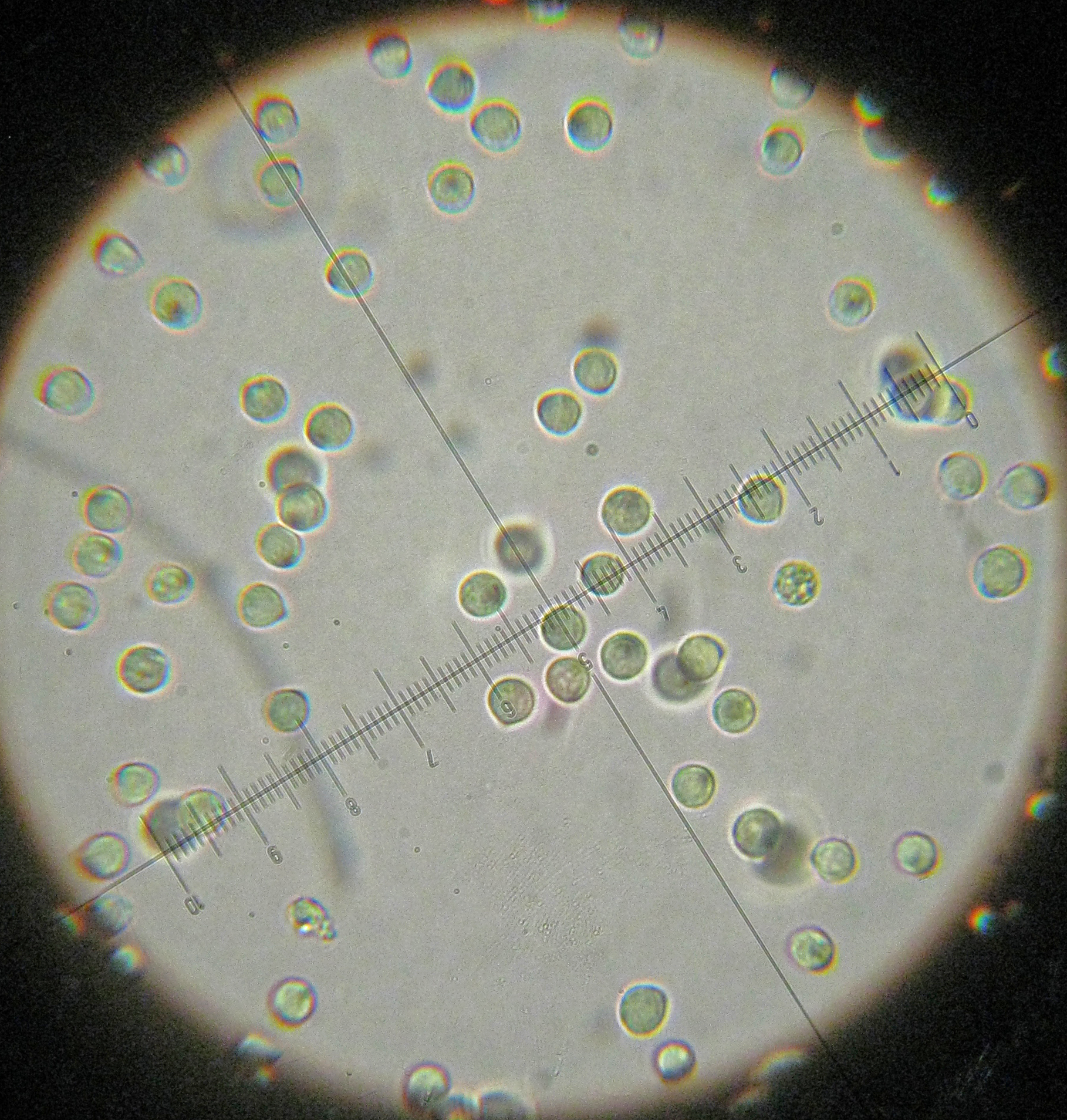
Zarodniki

kłaczkoblaszek boczniakowaty (Nothopanus candidissimus (Sacc.) Kühner) – gatunek grzybów należący do rodziny boczniakowatych (Pleurotaceae).

## Systematyka i nazewnictwo
Pozycja w klasyfikacji według Index Fungorum: Nothopanus, Pleurotaceae, Agaricales, Agaricomycetidae, Agaricomycetes, Agaricomycotina, Basidiomycota, Fungi.
Po raz pierwszy zdiagnozował go w 1887 r. Pier Andrea Saccardo nadając mu nazwę Pleurotus candiditissimus. Obecną, uznaną przez Index Fungorum nazwę nadał mu Robert Kühner w 1980 r.
Synonimy:
- Cheimonophyllum candidissimum (Sacc.) Singer 1955
- Dendrosarcus candidissimus (Sacc.) Kuntze 1898
- Geopetalum candidissimum (Sacc.) Murrill 1916
- Pleurotellus candidissimus (Sacc.) Konrad & Maubl. 1937[2].

Nazwę polską zaproponował Władysław Wojewoda w 2003 r. dla synonimu Cheimonophyllum candidissimum. Po przeniesieniu tego gatunku do rodzaju Nothopanus polska nazwa stała się niespójna z nazwą naukową.

## Morfologia
Owocnik
Kapelusz o średnicy 2–18 mm, płaskowypukły, wypukły lub wachlarzowaty o brzegu prostym lub zagiętym w dół. Powierzchnia sucha, gładka, czysto biała, naga, nieco owłosiona w miejscu łączenia się z podłożem. Blaszki średniogęste, czasami schodzące na trzon. Mają barwę od białawej do kości słoniowej, w wysuszonych owocnikach są kremowe. Występują międzyblaszki. Trzon szczątkowy, lub go brak. Miąższ cienki, biały, bez wyraźnego zapachu, o mączystym smaku.
Cechy mikroskopowe
Wysyp zarodników biały. Zarodniki 5,5–7,0 × 5,0–6,5 μm, Q = 1,00–1,20, cienkościenne, kuliste lub prawie kuliste, z dobrze widocznym dzióbkiem, hialinowe w wodzie i KOH, nieamyloidalne, zawierające dobrze widoczne gutule, rzadko łączące się w jedną kroplę.
Gatunki podobne
Jest wiele podobnych gatunków ciżmówek (Crepidotus). Odróżniają się nie tak jasnym, czysto białym kolorem, brudnym i ciemnobrązowym kolorem blaszek, oraz ciemnymi, brodawkowanymi zarodnikami.

## Występowanie i siedlisko
W Azji, Ameryce Północnej i Europie jest szeroko rozprzestrzeniony. Występuje także na południowym krańcu Ameryki Południowej i Falklandach, wschodnim wybrzeżu Australii i na Nowej Zelandii oraz na Wyspach Kanaryjskich. W Rosji jest szeroko rozprzestrzeniony. W Polsce jego rozprzestrzenienie i częstość występowania nie są znane. W piśmiennictwie naukowym do 2003 r. podano 2 stanowiska: Karkonosze, 1963 i Puszcza Białowieska 1950.
Występuje w lasach. Rozwija się na martwym drewnie drzew. W Polsce notowany na drewnie grabu pospolitego i świerka pospolitego, w Rosji na różnych gatunkach drzew liściastych, w Federacji Rosyjskiej głównie na osikach.